# Бискайски залив
Бискайският залив (на испански: Golfo de Vizcaya; на френски: Golfe de Gascogne; на бретонски: Pleg-mor Gwaskogn; на баски: Bizkaiko Golkoa) е залив в североизточната част на Атлантическия океан край западните брегове на Европа, разположен на север от Испания и на запад от Франция и простиращ се от Пиренейския полуостров на юг до полуостров Бретан на север. Името му произхожда от баската провинция Биская.

## География

### Граници, географски параметри, брегова линия
Според Международната хидрографска организация границата на Бискайския залив е линията, свързваща нос Ортегал на испанския бряг(43°46′ с. ш. 7°52′ з. д. / 43.766667° с. ш. 7.866667° з. д.) с нос Пенмарх на френския бряг (47°48′ с. ш. 4°22′ з. д. / 47.8° с. ш. 4.366667° з. д.)“. Най-южната част често се нарича Кантабрийско море. Площ 194 хил.km², средна дълбочина 1715 m, максимална 4735 m. Основните реки, които се вливат са Лоара, Шарант, Гарона, Дордон, Адур, Нивел, Бидасоа и др.
Континенталният бряг северно от устието на река Гарона е предимно скалист, силно разчленен от малки заливи и с множество крайбрежни малки острови (Бел Ил, Нуармутие, Ре, Олерон и др.), а на юг от устието ѝ – нисък, и слабо разчленен. Бреговете на Пиренейския полуостров са предимно скалисти, стръмни и силно разчленени от малки заливи и полуострови.

### Климат
Части от континенталния шелф стигат надалеч във вътрешността на залива, което води до сравнително плитки води в много райони и следователно бурно море, с което е известен заливът. Големи бури възникват най-вече през зимните месеци. Бискайският залив е дом на едни от най-лошите метеорологични условия в Атлантическия океан, като често се срещат изключително високи вълни. Често срещано явление е било търговски кораби да се напълват с вода и да потъват в бискайските бури. Към края на пролетта и началото на лятото голям триъгълник от мъгла запълва югозападната част на залива, покривайки и няколко километра от сушата.
Със започването на зимата времето се влошава. Много често атлантическите циклони навлизат от запад и поемат на север към Британските острови или навлизат в долината на река Ебро, изсъхват и накрая се възраждат под формата на мощни гръмотевични бури, когато стигат Средиземно море. Тези депресии причиняват тежки метеорологични условия в морето и донасят лек, но много упорит ръмеж по бреговете. Понякога мощни ветровити бури се образуват, ако налягането спадне бързо, преминавайки по дължината на Гълфстрийм с голяма скорост, близка до ураганна, и накрая разбивайки се в залива с максимална сила.

### Хидроложки показатели
Разклонение на топлото течение Гълфстрийм навлиза в залива, следвайки границата на континенталния шелф обратно на часовниковата стрелка, като поддържа температурите на въздуха около залива умерени през цялата година. Температурата водата през февруари на повърхността на север е 5 – 6 °C, на юг 12 – 13 °C, през август съответно 10 °C и 20 – 22 °C. Солеността е около 35‰. Приливите са полуденонощни с височина до 6,7 м.

### Животински свят
Фериботите от Хихон до Нант/Сен Назер, от Портсмът до Билбао и от Плимът, Портсмът и Пул до Сантандер предоставят един от най-удобните начини за наблюдаване на някои китоподобни в европейски води. Учени и доброволци често наблюдават дейностите на китоподобните от мостиците на корабите. Много видове китове и делфини могат да се наблюдават в района. Това е едно от малкото места, където клюномуцунести китове (като например клюномуцунест кит на Кювие) могат да се наблюдават относително често.
Бискайски китове, едни от най-застрашените китове, преди са идвали в залива за хранене и вероятно за размножаване, но китоловната дейност на баските и други народи почти напълно ги изтребват до 1850-те години. Днес, източната популация на този вид се счита за почти изчезнала, а наблюденията им са изключително редки.
Най-добрите зони за наблюдение на големи китоподобни се намират в дълбоките води отвъд континенталния шелф. В залива се срещат и голям брой морски птици.

### Основни градове
Главните градове по бреговете на Бискайския залив са: Бордо, Байон, Биариц, Брест, Нант, Ла Рошел (Франция), Сан Себастиан, Билбао, Сантандер, Хихон и Авилес (Испания).

## История
Южният край на залива често на испански се нарича Mar Cantábrico (Кантабрийско море), но това име обикновено не се използва в другите езици. Наименувано е така от римляните през 1 век пр.н.е. като Sinus Cantabrorum (Залив на кантабрийците) и също Mare Gallaecum (Морето на галисийците). На някои средновековни карти Бискайският залив е обозначен като El Mar del los Vascos (Море на баските).
Бискайският залив е мястото на много известни военноморски сражения през вековете. През 1592 г. тук испанците побеждават английския флот. Бискайската кампания от 1895 г. се състои от ред маневри и две битки, водени между британския флот и френския флот близо до южния бряг на Бретан през втората година на Революционните войни на Франция. Тук потъва корабът USS Californian, след като се удря в морска мина на 22 юни 1918 г. През 1920 г. SS Afrique потъва, след като губи мощност и се блъска в риф в буря, а в инцидента загиват 575 души. На 28 декември 1943 г. се води Битката в Бискайския залив между HMS Glasgow и HMS Enterprise и група немски разрушители като част от Операция Стоунуол през Втората световна война. Немската подводница U-667 потъва на 25 август 1944 г. на координати 46°00′ с. ш. 1°30′ з. д. / 46° с. ш. 1.5° з. д., където се натъква на мина. Целият екипаж загива.
На 12 април 1970 г. съветската подводница K-8 потъва в залива, поради пожар, който изкарва от строя ядрените реактори на подводницата. Опитът подводницата да бъде спасена е неуспешен, водейки до смъртта на 40 моряци и загубата на 4 ядрени торпеда. Поради голямата дълбочина (над 4500 m), операция по изваждането не е започвана.